# Кривая стёжка (рассказ)
«Кривая стёжка» ― рассказ русского советского писателя Михаила Александровича Шолохова, написанный в 1925 году.

## Публикации
Впервые рассказ «Кривая стёжка» опубликован в «Журнале крестьянской молодежи», № 20, 10 ноября 1925 года. Входил рассказ в авторские сборники «Лазоревая степь» (1926) и «Лазоревая степь. Донские рассказы. 1923―1925» (1931).

## Сюжет
В основе сюжета произведения положена трагическая история взаимоотношений станичных парня и девушки, Васьки и Нюрки. Социальное неравенство семей, неприязнь Нюркиных родителей к Василию, отсутствие понимания между влюблёнными ― всё становится препятствием на пути к их возможному счастью. Обостряют ситуацию отказ героя идти в армию и, как следствие, побег из станицы. Разум подсказывает парню, что надо возвращаться назад, к людям («…понял Васька, что не на ту стёжку попал, на кривую <…> Пойду, объявлюсь!.. Нехай арестуют. Присудят, зато с людьми… От своих и снесу!..»), но страх гонит обратно («Присудят года на три… Нет не пойду…»). Отчаявшись, он приходит к Нюрке, её родители вызывают милицию. Отстреливаясь, раненый Васька уходит от погони и в порыве мести убивает Нюркину мать. Однако выясняется, что вместо матери гибнет Нюрка, которая «шла в материной кофте за водой».

## Критика
Особое место в творческой эволюции писателя отводил произведение В. В. Гура. анализируя и соотнося сюжеты любовных героев Васьки и Нюрки и Григория Мелехова и Аксиньи Астаховой в романе «Тихий Дон», он утверждал, что сами «искания» Василий в «Кривой стёжке» являются своеобразным аналогом будущих «блуканий» Мелехова в «Тихом Доне», так как оба героя «по своему социальному положению, по личным своим качествам и возможностям должны были идти вместе с народом, который избрал единственно правильный путь. Трагедия их в том, что они пошли против народа, против революции, против истории». Разница между героем раннего рассказа и героем романа-эпопеи, по мнению Гуры, лишь в том, что «Васька убивает любимую своей собственной рукой, приняв Нюрку за её мать, а Григорий привёл Аксинью к смерти, погубил её».
С. Г. Семёнова отметила, что финал «Кривой стёжки» в архетипическом смысле явно примыкает к развязке «Родинки»: «…по ошибке, по недоразумению вместо „врага“ убил любимого человека. Писатель как будто хочет сказать: раз встал на кривую стёжку, легко сбиться уже серьёзно и необратимо, раз позволяешь себе убивать <…> то жди тогда и случайности, и роковой ошибки, и смеха судьбы… Шолохов тут <…> отчётливо-ясен, даже как бы педагогичен, по-своему художественно внушая такую точку зрения, которая была в своё время высказана В. В. Розановым, утверждавшим ценность просто жизни прежде всего».